# Consorti dei sovrani d'Inghilterra
Segue un elenco delle mogli e dei mariti dei re e delle regine d'Inghilterra dal 927, anno in cui il re anglosassone Atelstano fu proclamato per la prima volta re d'Inghilterra, all'Atto di Unione (1707).

## Inghilterra

### Anglosassoni (927–1013)
| Ritratto | Nome (nascita–morte)                       | Matrimonio | Regno   | Regno            | Consorte                  | Blasone |
| Ritratto | Nome (nascita–morte)                       | Matrimonio | Inizio  | Fine             | Consorte                  | Blasone |
| -------- | ------------------------------------------ | ---------- | ------- | ---------------- | ------------------------- | ------- |
|          | Elgiva di Shaftesbury (? – 944)            | ?          | ?       | 944              | Edmondo I d'Inghilterra   |         |
|          | Etelfleda di Damerham (? – 962/975)        | 944        | 944     | 26 maggio 946    | Edmondo I d'Inghilterra   |         |
|          | Ælfgifu (? – 959)                          | 955        | 955     | 958              | Edwing d'Inghilterra      |         |
|          | Elfrida d'Inghilterra (? – 1001?)          | 964/965    | 964/965 | 9 luglio 975     | Edgardo d'Inghilterra     |         |
|          | Ælfgifu di York (? – 1000?)                | ?          | ?       | ?                | Etelredo II d'Inghilterra |         |
|          | Emma di Normandia (985 ca. – 6 marzo 1052) | 1002       | 1002    | 25 dicembre 1013 | Etelredo II d'Inghilterra |         |

### Danesi (1013–1014)
| Ritratto | Nome (nascita–morte)      | Matrimonio | Regno            | Regno           | Consorte             | Blasone |
| Ritratto | Nome (nascita–morte)      | Matrimonio | Inizio           | Fine            | Consorte             | Blasone |
| -------- | ------------------------- | ---------- | ---------------- | --------------- | -------------------- | ------- |
|          | Sigrid la Superba (? – ?) | 996        | 25 dicembre 1013 | 3 febbraio 1014 | Sweyn I di Danimarca |         |

### Anglosassoni (1014–1016)
| Ritratto | Nome (nascita–morte)                       | Matrimonio | Regno           | Regno            | Consorte                  | Blasone |
| Ritratto | Nome (nascita–morte)                       | Matrimonio | Inizio          | Fine             | Consorte                  | Blasone |
| -------- | ------------------------------------------ | ---------- | --------------- | ---------------- | ------------------------- | ------- |
|          | Emma di Normandia (985 ca. – 6 marzo 1052) | 1002       | 3 febbraio 1014 | 23 aprile 1016   | Etelredo II d'Inghilterra |         |
|          | Ealdgyth (992 ca. – ?)                     | 1015       | 23 aprile 1016  | 30 novembre 1016 | Edmondo II d'Inghilterra  |         |

### Danesi (1016–1042)
| Ritratto | Nome (nascita–morte)                       | Matrimonio  | Regno       | Regno            | Consorte         | Blasone |
| Ritratto | Nome (nascita–morte)                       | Matrimonio  | Inizio      | Fine             | Consorte         | Blasone |
| -------- | ------------------------------------------ | ----------- | ----------- | ---------------- | ---------------- | ------- |
|          | Emma di Normandia (985 ca. – 6 marzo 1052) | luglio 1017 | luglio 1017 | 12 novembre 1035 | Canuto il Grande |         |

### Anglosassoni (1042–1066)
| Ritratto | Nome (nascita–morte)                           | Matrimonio   | Regno        | Regno           | Consorte                | Blasone |
| Ritratto | Nome (nascita–morte)                           | Matrimonio   | Inizio       | Fine            | Consorte                | Blasone |
| -------- | ---------------------------------------------- | ------------ | ------------ | --------------- | ----------------------- | ------- |
|          | Edith del Wessex (1025 ca. – 19 dicembre 1075) | 1045         | 1045         | 5 gennaio 1066  | Edoardo il Confessore   |         |
|          | Edith di Mercia (? – 1066)                     | gennaio 1066 | gennaio 1066 | 14 ottobre 1066 | Aroldo II d'Inghilterra |         |

### Normanni (1066–1135)
| Ritratto | Nome (nascita–morte)                                                    | Matrimonio       | Regno            | Regno            | Consorte                  | Blasone                         |
| Ritratto | Nome (nascita–morte)                                                    | Matrimonio       | Inizio           | Fine             | Consorte                  | Blasone                         |
| -------- | ----------------------------------------------------------------------- | ---------------- | ---------------- | ---------------- | ------------------------- | ------------------------------- |
|          | Matilde di Fiandra (1031 ca. – 2 novembre 1083)                         | 1053             | 25 dicembre 1066 | 2 novembre 1083  | Guglielmo I d'Inghilterra |                                 |
|          | Matilde di Scozia (1080 ca. – 1º maggio 1118)                           | 11 novembre 1100 | 11 novembre 1100 | 1º maggio 1118   | Enrico I d'Inghilterra    |                                 |
|          | Adeliza di Lovanio (1103 ca. – 23 aprile 1151)                          | 24 gennaio 1121  | 24 gennaio 1121  | 1º dicembre 1135 | Enrico I d'Inghilterra    |                                 |
|          | Goffredo V d'Angiò (24 agosto 1113 – 7 settembre 1151) non riconosciuto | 1128             | 7 aprile 1141    | 1º novembre 1141 | Matilde d'Inghilterra     | Stemma di Goffredo Plantageneto |

### Blois (1135–1154)
| Ritratto | Nome (nascita–morte)                           | Matrimonio | Regno            | Regno         | Consorte              | Blasone |
| Ritratto | Nome (nascita–morte)                           | Matrimonio | Inizio           | Fine          | Consorte              | Blasone |
| -------- | ---------------------------------------------- | ---------- | ---------------- | ------------- | --------------------- | ------- |
|          | Matilde di Boulogne (1103 ca. – 3 maggio 1152) | 1125       | 22 dicembre 1135 | 3 maggio 1152 | Stefano d'Inghilterra |         |

### Plantageneti

#### Plantageneti-Angioini (1154–1216)
| Ritratto | Nome (nascita–morte)                                                   | Matrimonio     | Regno           | Regno             | Consorte                 | Blasone                         |
| Ritratto | Nome (nascita–morte)                                                   | Matrimonio     | Inizio          | Fine              | Consorte                 | Blasone                         |
| -------- | ---------------------------------------------------------------------- | -------------- | --------------- | ----------------- | ------------------------ | ------------------------------- |
|          | Eleonora d'Aquitania (1122 ca. – 1º aprile 1204)                       | 18 maggio 1152 | 25 ottobre 1154 | 6 luglio 1189     | Enrico II d'Inghilterra  | Stemma di Eleonora d'Aquitania  |
|          | Margherita di Francia (1158 – 18 settembre 1197)                       | 1162           | 27 agosto 1172  | 11 giugno 1183    | Enrico d'Inghilterra     | Stemma di Margherita di Francia |
|          | Berengaria di Navarra (1163 ca. – 23 dicembre 1230)                    | 12 maggio 1191 | 12 maggio 1191  | 6 aprile 1199     | Riccardo I d'Inghilterra | Stemma di Berengaria di Navarra |
|          | Isabella d'Angoulême (1188 ca. – 4 giugno 1246)                        | 24 agosto 1200 | 24 agosto 1200  | 19 ottobre 1216   | Giovanni d'Inghilterra   | Stemma di Isabella d'Angoulême  |
|          | Bianca di Castiglia (4 marzo 1188 – 27 novembre 1252) non riconosciuta | 23 maggio 1200 | 21 maggio 1216  | 20 settembre 1217 | Luigi VIII di Francia    | Stemma di Bianca di Castiglia   |

#### Plantageneti (1216–1399)
| Ritratto | Nome (nascita–morte)                                     | Matrimonio       | Regno            | Regno             | Consorte                  | Blasone                         |
| Ritratto | Nome (nascita–morte)                                     | Matrimonio       | Inizio           | Fine              | Consorte                  | Blasone                         |
| -------- | -------------------------------------------------------- | ---------------- | ---------------- | ----------------- | ------------------------- | ------------------------------- |
|          | Eleonora di Provenza (1223 ca. – 26 giugno 1291)         | 14 gennaio 1236  | 14 gennaio 1236  | 16 novembre 1272  | Enrico III d'Inghilterra  | Stemma di Eleonora di Provenza  |
|          | Eleonora di Castiglia (1241 – 28 novembre 1290)          | 1º novembre 1254 | 16 novembre 1272 | 28 novembre 1290  | Edoardo I d'Inghilterra   | Stemma di Eleonora di Castiglia |
|          | Margherita di Francia (1279 – 14 febbraio 1318)          | 8 settembre 1299 | 8 settembre 1299 | 7 luglio 1307     | Edoardo I d'Inghilterra   | Stemma di Margherita di Francia |
|          | Isabella di Francia (1295 – 22 agosto 1358)              | 25 gennaio 1308  | 25 gennaio 1308  | 20 gennaio 1327   | Edoardo II d'Inghilterra  | Stemma di Isabella di Francia   |
|          | Filippa di Hainaut (1314 ca. – 15 agosto 1369)           | 24 gennaio 1328  | 24 gennaio 1328  | 15 agosto 1369    | Edoardo III d'Inghilterra | Stemma di Filippa di Hainaut    |
|          | Anna di Boemia (11 maggio 1366 – 7 giugno 1394)          | 20 gennaio 1382  | 20 gennaio 1382  | 7 giugno 1394     | Riccardo II d'Inghilterra | Stemma di Anna di Boemia        |
|          | Isabella di Valois (9 novembre 1389 – 13 settembre 1409) | 1º novembre 1396 | 1º novembre 1396 | 30 settembre 1399 | Riccardo II d'Inghilterra | Stemma di Isabella di Valois    |

#### Lancaster (1399–1461)
| Ritratto | Nome (nascita–morte)                                  | Matrimonio      | Regno           | Regno          | Consorte                | Blasone                       |
| Ritratto | Nome (nascita–morte)                                  | Matrimonio      | Inizio          | Fine           | Consorte                | Blasone                       |
| -------- | ----------------------------------------------------- | --------------- | --------------- | -------------- | ----------------------- | ----------------------------- |
|          | Giovanna di Navarra (1370 – 9 luglio 1437)            | 4 febbraio 1403 | 4 febbraio 1403 | 20 marzo 1413  | Enrico IV d'Inghilterra | Stemma di Giovanna di Navarra |
|          | Caterina di Valois (27 ottobre 1401 – 3 gennaio 1437) | 2 giugno 1420   | 2 giugno 1420   | 31 agosto 1422 | Enrico V d'Inghilterra  | Stemma di Caterina di Valois  |
|          | Margherita d'Angiò (23 marzo 1430 – 25 agosto 1482)   | 23 aprile 1445  | 23 aprile 1445  | 4 marzo 1461   | Enrico VI d'Inghilterra | Stemma di Margherita d'Angiò  |

#### York (1461–1470)
| Ritratto | Nome (nascita–morte)                        | Matrimonio     | Regno          | Regno          | Consorte                 | Blasone                        |
| Ritratto | Nome (nascita–morte)                        | Matrimonio     | Inizio         | Fine           | Consorte                 | Blasone                        |
| -------- | ------------------------------------------- | -------------- | -------------- | -------------- | ------------------------ | ------------------------------ |
|          | Elisabetta Woodville (1437 – 8 giugno 1492) | 1º maggio 1464 | 1º maggio 1464 | 2 ottobre 1470 | Edoardo IV d'Inghilterra | Stemma di Elisabetta Woodville |

#### Lancaster (1470–1471)
| Ritratto | Nome (nascita–morte)                                | Matrimonio     | Regno           | Regno          | Consorte                | Blasone                      |
| Ritratto | Nome (nascita–morte)                                | Matrimonio     | Inizio          | Fine           | Consorte                | Blasone                      |
| -------- | --------------------------------------------------- | -------------- | --------------- | -------------- | ----------------------- | ---------------------------- |
|          | Margherita d'Angiò (23 marzo 1430 – 25 agosto 1482) | 23 aprile 1445 | 30 ottobre 1470 | 11 aprile 1471 | Enrico VI d'Inghilterra | Stemma di Margherita d'Angiò |

#### York (1471–1485)
| Ritratto | Nome (nascita–morte)                          | Matrimonio     | Regno          | Regno         | Consorte                   | Blasone                        |
| Ritratto | Nome (nascita–morte)                          | Matrimonio     | Inizio         | Fine          | Consorte                   | Blasone                        |
| -------- | --------------------------------------------- | -------------- | -------------- | ------------- | -------------------------- | ------------------------------ |
|          | Elisabetta Woodville (1437 – 8 giugno 1492)   | 1º maggio 1464 | 11 aprile 1471 | 9 aprile 1483 | Edoardo IV d'Inghilterra   | Stemma di Elisabetta Woodville |
|          | Anna Neville (11 giugno 1456 – 16 marzo 1485) | 12 luglio 1472 | 26 giugno 1483 | 16 marzo 1485 | Riccardo III d'Inghilterra | Stemma di Anna Neville         |

### Tudor (1485–1603)
| Ritratto | Nome (nascita–morte)                                       | Matrimonio      | Regno           | Regno            | Consorte                  | Blasone                                          |
| Ritratto | Nome (nascita–morte)                                       | Matrimonio      | Inizio          | Fine             | Consorte                  | Blasone                                          |
| -------- | ---------------------------------------------------------- | --------------- | --------------- | ---------------- | ------------------------- | ------------------------------------------------ |
|          | Elisabetta di York (11 febbraio 1466 – 11 febbraio 1503)   | 18 gennaio 1486 | 18 gennaio 1486 | 11 febbraio 1503 | Enrico VII d'Inghilterra  | Stemma di Elisabetta di York                     |
|          | Caterina d'Aragona (16 dicembre 1485 – 7 gennaio 1536)     | 11 giugno 1509  | 11 giugno 1509  | 23 maggio 1533   | Enrico VIII d'Inghilterra | Stemma di Caterina d'Aragona                     |
|          | Anna Bolena (1501/1507 – 19 maggio 1536)                   | 28 maggio 1533  | 28 maggio 1533  | 17 maggio 1536   | Enrico VIII d'Inghilterra | Stemma di Anna Bolena                            |
|          | Giovanna Seymour (1508 ca. – 24 ottobre 1537)              | 30 maggio 1536  | 30 maggio 1536  | 24 ottobre 1537  | Enrico VIII d'Inghilterra | Stemma di Giovanna Seymour                       |
|          | Anna di Clèves (22 settembre 1515 – 16 luglio 1557)        | 6 gennaio 1540  | 6 gennaio 1540  | 9 luglio 1540    | Enrico VIII d'Inghilterra | Stemma di Anna di Clèves                         |
|          | Caterina Howard (1518/1524 – 13 febbraio 1542)             | 28 luglio 1540  | 28 luglio 1540  | 23 novembre 1541 | Enrico VIII d'Inghilterra | Stemma di Caterina Howard                        |
|          | Caterina Parr (1512 – 5 settembre 1548)                    | 12 luglio 1543  | 12 luglio 1543  | 28 gennaio 1547  | Enrico VIII d'Inghilterra | Stemma di Caterina Parr                          |
|          | Guilford Dudley (1535 – 12 febbraio 1554) non riconosciuto | 15 maggio 1553  | 10 luglio 1553  | 19 luglio 1553   | Giovanna Grey             | Stemma di Guilford Dudley                        |
|          | Filippo II di Spagna (21 maggio 1527 – 13 settembre 1598)  | 25 luglio 1554  | 25 luglio 1554  | 17 novembre 1558 | Maria I d'Inghilterra     | Stemma di Filippo come Re consorte d'Inghilterra |

### Stuart (1603–1649)
| Ritratto | Nome (nascita–morte)                                               | Matrimonio       | Regno          | Regno           | Consorte                | Blasone                               |
| Ritratto | Nome (nascita–morte)                                               | Matrimonio       | Inizio         | Fine            | Consorte                | Blasone                               |
| -------- | ------------------------------------------------------------------ | ---------------- | -------------- | --------------- | ----------------------- | ------------------------------------- |
|          | Anna di Danimarca (12 dicembre 1574 – 2 marzo 1619)                | 23 novembre 1589 | 24 marzo 1603  | 2 marzo 1619    | Giacomo I d'Inghilterra | Stemma di Anna di Danimarca           |
|          | Enrichetta Maria di Francia (26 novembre 1609 – 10 settembre 1669) | 13 giugno 1625   | 13 giugno 1625 | 30 gennaio 1649 | Carlo I d'Inghilterra   | Stemma di Enrichetta Maria di Francia |

## Commonwealth d'Inghilterra (1649–1660)
Con l'abolizione della monarchia nel 1649, anche la carica di regina d'Inghilterra venne soppressa. Le cose cambiarono nel 1653, quando Oliver Cromwell instaurò la sua dittatura personale e si appropriò della carica a vita ed ereditaria di Lord Protettore d'Inghilterra, Scozia ed Irlanda.
Di conseguenza il titolo ufficiale della consorte del Lord Protettore era Lady Protettrice d'Inghilterra, Scozia ed Irlanda. Anche se la formula intera venne utilizzata in rarissime occasioni (si preferì adottare la meno altisonante denominazione di Protettrice, in inglese Protectress), durante gli anni della repubblica puritana furono ben due le donne che poterono fregiarsi di tale titolo.
| Ritratto | Nome (nascita–morte)                       | Matrimonio     | Regno            | Regno            | Consorte         | Blasone                 |
| Ritratto | Nome (nascita–morte)                       | Matrimonio     | Inizio           | Fine             | Consorte         | Blasone                 |
| -------- | ------------------------------------------ | -------------- | ---------------- | ---------------- | ---------------- | ----------------------- |
|          | Elizabeth Bourchier (1598 – novembre 1665) | 22 agosto 1620 | 16 dicembre 1653 | 3 settembre 1658 | Oliver Cromwell  | Stemma del Protettorato |
|          | Dorothy Maijor (1620 ca. – 5 gennaio 1675) | 1649           | 3 settembre 1658 | 25 maggio 1659   | Richard Cromwell | Stemma del Protettorato |

## Inghilterra

### Stuart (1660–1707)
| Ritratto | Nome (nascita–morte)                                       | Matrimonio       | Regno           | Regno            | Consorte                 | Blasone                         |
| Ritratto | Nome (nascita–morte)                                       | Matrimonio       | Inizio          | Fine             | Consorte                 | Blasone                         |
| -------- | ---------------------------------------------------------- | ---------------- | --------------- | ---------------- | ------------------------ | ------------------------------- |
|          | Caterina di Braganza (25 novembre 1638 – 31 dicembre 1705) | 23 aprile 1662   | 23 aprile 1662  | 6 febbraio 1685  | Carlo II d'Inghilterra   | Stemma di Caterina di Braganza  |
|          | Maria Beatrice d'Este (5 ottobre 1658 – 7 maggio 1718)     | 23 novembre 1673 | 6 febbraio 1685 | 11 dicembre 1688 | Giacomo II d'Inghilterra | Stemma di Maria Beatrice d'Este |
|          | Giorgio di Danimarca (2 aprile 1653 – 28 ottobre 1708)     | 28 luglio 1683   | 8 marzo 1702    | 1º maggio 1707   | Anna di Gran Bretagna    | Stemma di Giorgio di Danimarca  |

## Gran Bretagna e Regno Unito
Con l'Atto di Unione del 1º maggio 1707, i regni di Inghilterra e Scozia si unirono a formare il nuovo Regno di Gran Bretagna.